# Fernando de Herrera

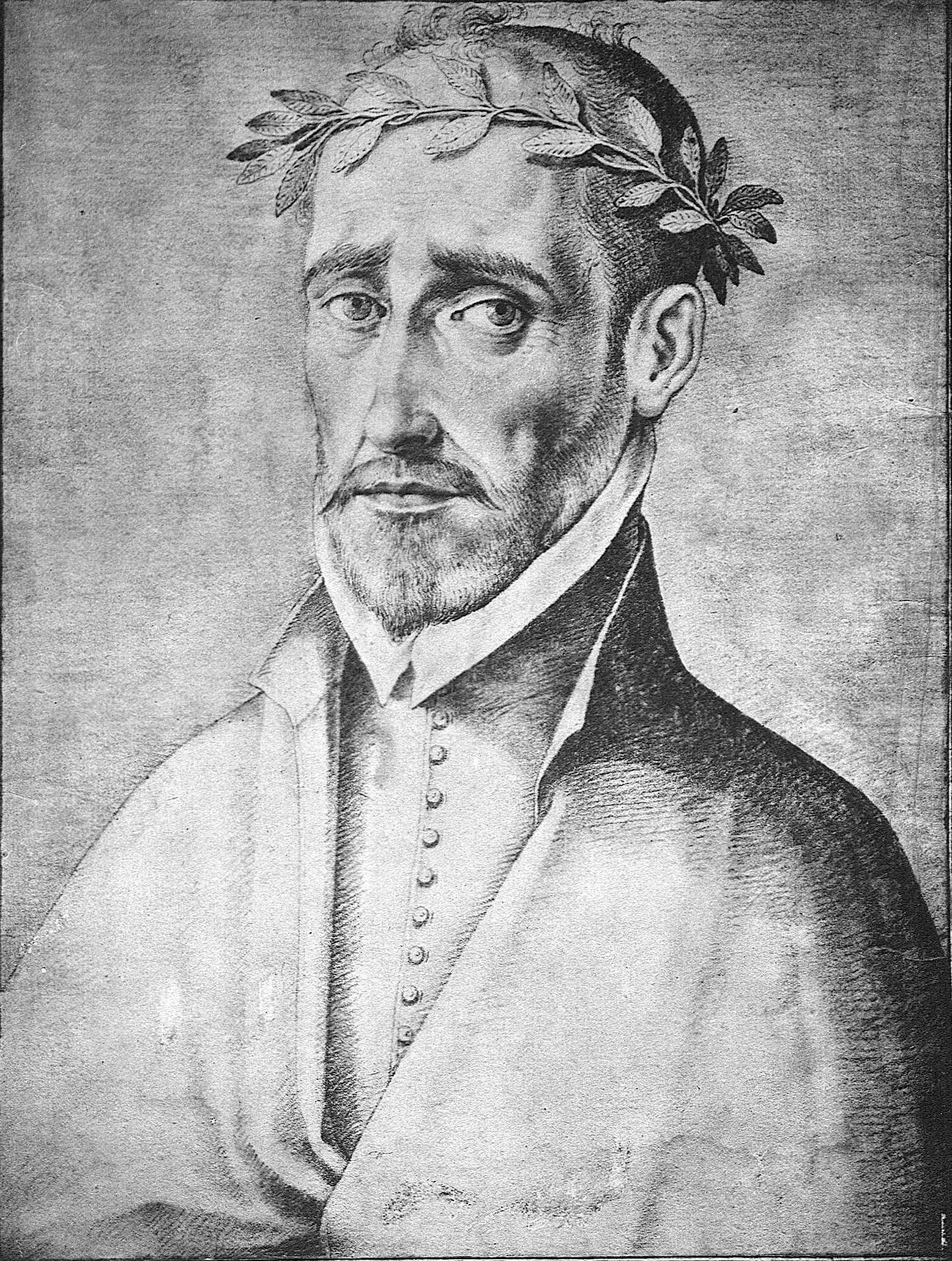
Fernando de Herrera

Fernando de Herrera, född 1534 i Sevilla, död 1597 i Sevilla, var en spansk författare.
Herreras första diktning var, trots det prästämbete han innehade kärleksdikter, och förvärvade honom varma beundrare som Lope de Vega och Miguel Cervantes. Högre nådde dock Herrera i sin patriotiska dikning om Juan de Austria, slaget vid Lepanto och Sebastian I av Portugal. Många av Herreras skrifter, även värdefulla historiska har gått förlorade.
Han uppehöll sig vid greve de Gelves hov där han fick tillnamnet El divino.